# Monitor (Washington)
Monitor az Amerikai Egyesült Államok északnyugati részén, Washington állam Chelan megyéjében elhelyezkedő önkormányzat nélküli település.

## Történet
Monitor megalakulása előtt az itt található települést Brown’s Flat néven ismerték; névadója az 1885-ben itt letelepedett Reuben Brown. A régi Kittitas és Okanogan megyék közti határvonal a Wenatchee folyó volt; ekkor mindkét megye diákjai a Monitor felőli oldalon nyitott iskolába jártak.
1882-ben megnyílt a Great Northern Railway vonala, amely fellendülést hozott; később a James Weythman és a Brown testvérek által tervezett, Peshastin és Cashmere közti öntözőcsatorna is keresztülhaladt a településen. Az 1900-ban elkészült vízelvezetőnek köszönhetően gyümölcsöskerteket létesítettek, a vasútvonal mentén pedig a mezőgazdaság számára fontos raktárak nyíltak. A postahivatal 1902-ben nyílt meg; a helységet ekkor a Hampton Roads-i csatában részt vevő USS Monitor hajóra utalva Monitorra keresztelték át.

## Éghajlat
A település éghajlata mediterrán (a Köppen-skála szerint Csb).
| Hónap                         | Jan.  | Feb.  | Már.  | Ápr. | Máj. | Jún. | Júl. | Aug. | Szep. | Okt. | Nov.  | Dec.  | Év    |
| ----------------------------- | ----- | ----- | ----- | ---- | ---- | ---- | ---- | ---- | ----- | ---- | ----- | ----- | ----- |
| Rekord max. hőmérséklet (°C)  | 18,3  | 18,9  | 25,6  | 33,9 | 40,0 | 41,7 | 43,3 | 41,1 | 38,3  | 32,2 | 24,4  | 19,4  | 43,3  |
| Átlagos max. hőmérséklet (°C) | 2,2   | 6,7   | 12,8  | 17,8 | 22,8 | 26,7 | 31,1 | 31,1 | 25,6  | 17,8 | 8,3   | 1,7   | 17,1  |
| Átlagos min. hőmérséklet (°C) | −3,9  | −2,2  | 1,1   | 5,0  | 9,4  | 13,3 | 16,7 | 16,1 | 11,1  | 5,0  | 0,0   | −3,9  | 5,7   |
| Rekord min. hőmérséklet (°C)  | −26,7 | −27,8 | −15,0 | −6,7 | −2,8 | 3,9  | 4,4  | 5,0  | −6,1  | −7,2 | −18,0 | −28,3 | −28,3 |
| Átl. csapadékmennyiség (mm)   | 34    | 26    | 15    | 13   | 18   | 17   | 9    | 5    | 8     | 13   | 35    | 39    | 232   |
| Forrás: The Weather Channel   |       |       |       |      |      |      |      |      |       |      |       |       |       |

## Fordítás
Ez a szócikk részben vagy egészben  a   Monitor, Washington című angol Wikipédia-szócikk ezen változatának fordításán alapul.  Az eredeti cikk szerkesztőit annak laptörténete sorolja fel. Ez a jelzés csupán a megfogalmazás eredetét és a szerzői jogokat jelzi, nem szolgál a cikkben szereplő információk forrásmegjelöléseként.